# Teretoctopus
Teretoctopus — рід восьминогів родини Octopodidae. Містить два види. Представники роду поширені на півночі Індійського океану.

## Види
- Teretoctopus alcocki Robson, 1932
- Teretoctopus indicus Robson, 1929